# 戴维·威尔基
戴维·威尔基（英語：David Wilkie，1954年3月8日—2024年5月22日），英国男子游泳运动员，主攻蛙泳和混合泳。他曾代表英国参加1972年和1976年夏季奥林匹克运动会游泳比赛，获得一枚金牌和二枚银牌。